# كريستوفر جونستون
كريستوفر جونستون (بالإنجليزية: Christopher Johnston)‏ هو عالم آشوريات ومؤرخ أمريكي، ولد في 1858، وتوفي في 26 يونيو 1914.